# Xeromorfia

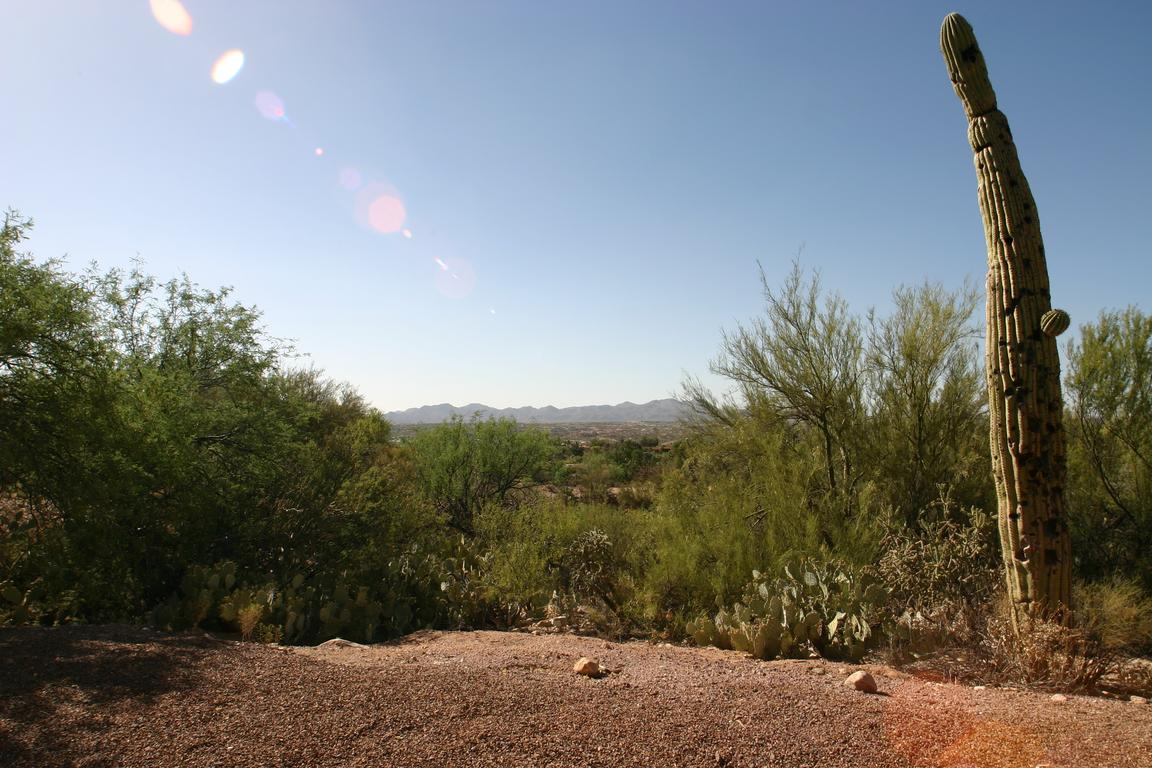
Vegetação de deserto no Texas

Xeromorfo (ou xeromórfico - do grego transliterado xero - seco + morphe - forma)  é o nome que se dá, em ecologia, às plantas adaptadas a climas semiárido a desértico, ou então em regiões úmidas, mas salinas, como os mangais.. As estruturas vegetais são semelhantes às dos xerófitos, e compõem ecossistemas como o cerrado brasileiro.
Estas adaptações incluem caules e folhas carnudos para armazenar água ou, alternativamente folhas reduzidas ou coriáceas, às vezes cobertas por uma camada de cera para diminuir a evaporação. Outra adaptação são raízes longas para alcançarem o lençol freático. Exemplos destes tipos de plantas são as cactáceas e a Welwitschia.
Os espinhos servem também como proteção, uma vez que este tipo de vegetal possui grande capacidade de armazenar água (rara nos ambientes em que estão presentes), sendo alvo constante de animais herbívoros. Algumas plantas desta espécie podem sofrer apenas adaptações fisiológicas, como alterações no processo de abertura dos estômatos.